# Mironu
Mironu – wieś w Rumunii, w okręgu Suczawa, w gminie Valea Moldovei. W 2011 roku liczyła 2443 mieszkańców. 